# Animal Justice Party
L'Animal Justice Party (AJP) és un partit polític australià que es va fundar el 2009 i se centra únicament en avançar amb qüestions de benestar animal. EL AJP es va registrar a l'Australian Electoral Commission (AEC) el 3 de maig de 2011. El partit també està registrat a Nova Gal·les del Sud, Queensland, Austràlia Meridional, Victòria, Austràlia Occidental i al Territori de la Capital Australiana.

## Polítiques i filosofia
El preàmbul de la carta de l'AJP diu que el partit es va formar com a resposta a la creixent preocupació per la negligència cap als animals i les qüestions de protecció dels animals per part dels partits polítics. Així mateix, estableix que la seva missió és promoure i protegir els interessos i capacitats dels animals a través de donar-los veu al sistema polític australià. Els objectius de partit són donar protecció constitucional als animals basant-se en la seva sintiència, com a oposició al seu valor instrumental. L'AJP s'oposa a l'exportació de qualsevol animal viu per treure'n profit, especialment pel seu sacrifici. El partit també s'oposa al consum de carn i defensa una dieta basada en vegetals.

## Història
El 2011, després que la televisió d'Australian Broadcasting Corporation mostrés imatges de maltractament i matances de bestiar al Territori del Nord, així com les consegüents protestes arreu de l'Estat d'activistes pel benestar dels animals, l'Animal Justice Party va demanar que es prohibís l'exportació d'animals vius, juntament amb altres organitzacions, com la unió de treballadors australians de la indústria de la carn Australasian Meat Industry Employees Union (AMIEU), l'organització per la defensa dels animals Animals Australia, el partit polític Australian Greens i ONGs diverses. Steve Garlick, president de l'AJP, va declarar que l'Austràlia rural s'ha vist afectada negativament per l'exportació d'animals vius i que la prohibició d'exportar-ne resultaria en un benefici econòmic i social pel país.
A les eleccions federals de 2013, l'AJP era membre de la coalició Minor Party Alliance liderada per Glenn Druery, però no va aconseguir cap escó. L'AJP va obtenir el 0,70 % de vots al senat nacional. Va ser criticat per donar preferència al Liberal Party per sobre dels Greens a les eleecions del senat del Territori de la Capital Australiana (ACT), però ho va fer perquè els Greens havien donat suport al culling de cangurs a l'ACT. Aquesta preferència no va tenir cap impacte en el resultat. A les eleccions federals de 2016, Lynda Stoner, presidenta executiva d'Animal Liberation i exactriu de televisió, va ser la candidata al senat de Nova Gal·les del Sud. Va ser una de les 55 candidates d'AJP en les eleccions de les dues cambres. L'AJP va aconseguir un 1,15 % de vots pel senat nacional, un augment de 0,46 punts. A les eleccions federals de 2019, l'AJP va incrementar el percentatge de vots al senat nacional en 0,11 punts.
A les eleccions de Nova Gal·les del Sud de 2015, Mark Pearson va obtenir l'1,8 % dels vots a les primàries, i va aconseguir un escó al Consell Legislatiu de Nova Gal·les del Sud, va ser la primera vegada que l'AJP obtenia representació parlamentària. A les eleccions de Nova Gal·les del Sud de 2019, l'AJP va incrementar a l'1,95 % dels vots a les primàries i va guanyar un segon escó que va ocupar Emma Hurst MLC.
L'AJP va aconseguir el seu primer escó al Consell Legislatiu Victorià a les eleccions victorianes de 2018, en les quals van incrementar el percentatge de vot en 1,59 punts respecte a les eleccions de 2014. L'escó va ser ocupat per Andy Meddick MLC. Al mateix any, Brunce Poon, el president del partit, va presentar-se a les eleccions per a l'alcaldia de Melbourne, en les quals va obtenir l'1,63 % dels vots.

## Resultats electorals

### Nova Gal·les del Sud
| Any d'elecció | Nombre de vots | Percentatge de vot | Nombre total d'escons | +/– |
| ------------- | -------------- | ------------------ | --------------------- | --- |
| 2015          | 76.819         | 1,8 %              | 1 / 42                | 1   |
| 2019          | 86.713         | 1,95 %             | 2 / 42                | 1   |

### Victòria
| Any d'elecció | Nombre de vots | Percentatge de vot | Nombre d'escons | +/- |
| ------------- | -------------- | ------------------ | --------------- | --- |
| 2014          | 58.133         | 1,70 %             | 0 / 40          | =0  |
| 2018          | 88.520         | 2,47 %             | 1 / 40          | 1   |